# Feliks Polak
Feliks Polak (ur. 8 listopada 1901 we Lwowie, zm. 2 lutego 1987 w Krakowie) – polski chemik, profesor nauk chemicznych, profesor zwyczajny Uniwersytetu Jagiellońskiego. 

## Życiorys
Urodził się w rodzinie Franciszka, właściciela restauracji, i Marii z Bogdanów. Miał dwóch starszych braci i dwie siostry. Brat Adolf (1890–1967) był wybitnym inżynierem mechanikiem, konstruktorem wysokoprężnych silników spalinowych, okrętowych silników parowych oraz turbin na parę odlotową. We Lwowie ukończył szkołę powszechną i gimnazjum. Maturę zdał w 1919 roku i w tym samym roku rozpoczął studia na Wydziale Chemicznym Politechniki Lwowskiej, Oddział Chemii Fabrycznej. W roku 1921 został młodszym asystentem w Katedrze Technologii Przemysłu Rolnego, u prof. Wiktora Syniewskiego, od 1927 pracował pod kierunkiem Adolfa Joszta. W roku 1923 na podstawie pracy pt. Warunki powstawania dekstryny granicznej uzyskał dyplom inżyniera chemika i został mianowany starszym asystentem. W roku 1926 obronił z odznaczeniem pracę doktorską dotyczącą skrobi pt. O hydrolizie beta-diastatycznej i uzyskał stopień doktora nauk technicznych. W roku 1933 przeniósł się do Instytutu Przeciwgazowego w Warszawie i jednocześnie rozpoczął swoją pracę habilitacyjną u prof. Smoleńskiego w Katedrze Technologii Ogólnej Organicznej i Technologii Węglowodanów Politechniki Warszawskiej. W 1939 przedłożył Wydziałowi Chemicznemu Politechniki Warszawskiej rozprawę habilitacyjną pt. O adsorpcji na walanie wapnia, jednak wybuch wojny uniemożliwił zakończenie przewodu. 
W czasie wojny, na przełomie lat 1940–1941 pracował krótko jako asystent na Uniwersytecie Lwowskim u profesora Włodzimierza Trzebiatowskiego, gdzie zapoznał się z rentgenowską analizą strukturalną. Po zajęciu Lwowa przez Niemców przeniósł się do Krakowa, gdzie otrzymał posadę w Monopolu Spirytusowym. Na tej posadzie pracował do 1946 roku.
W roku 1945 na podstawie wspomnianej wyżej, wykonanej przed wojną pracy habilitował się na ówczesnym Wydziale Filozoficznym Uniwersytetu Jagiellońskiego i uzyskał tytuł docenta technologii chemicznej. W 1946 roku uzyskał stopień docenta etatowego i zaczął wykładać na Uniwersytecie Jagiellońskim oraz w trybie zleconym na Akademii Medycznej w Krakowie. W latach 1952–1956 pełnił funkcję dziekana Wydziału Matematyki, Fizyki i Chemii UJ. W styczniu 1958 roku został mianowany profesorem zwyczajnym.
W latach 1953 i 1956 otrzymał nagrody Ministra Szkolnictwa Wyższego za pracę dydaktyczną. 

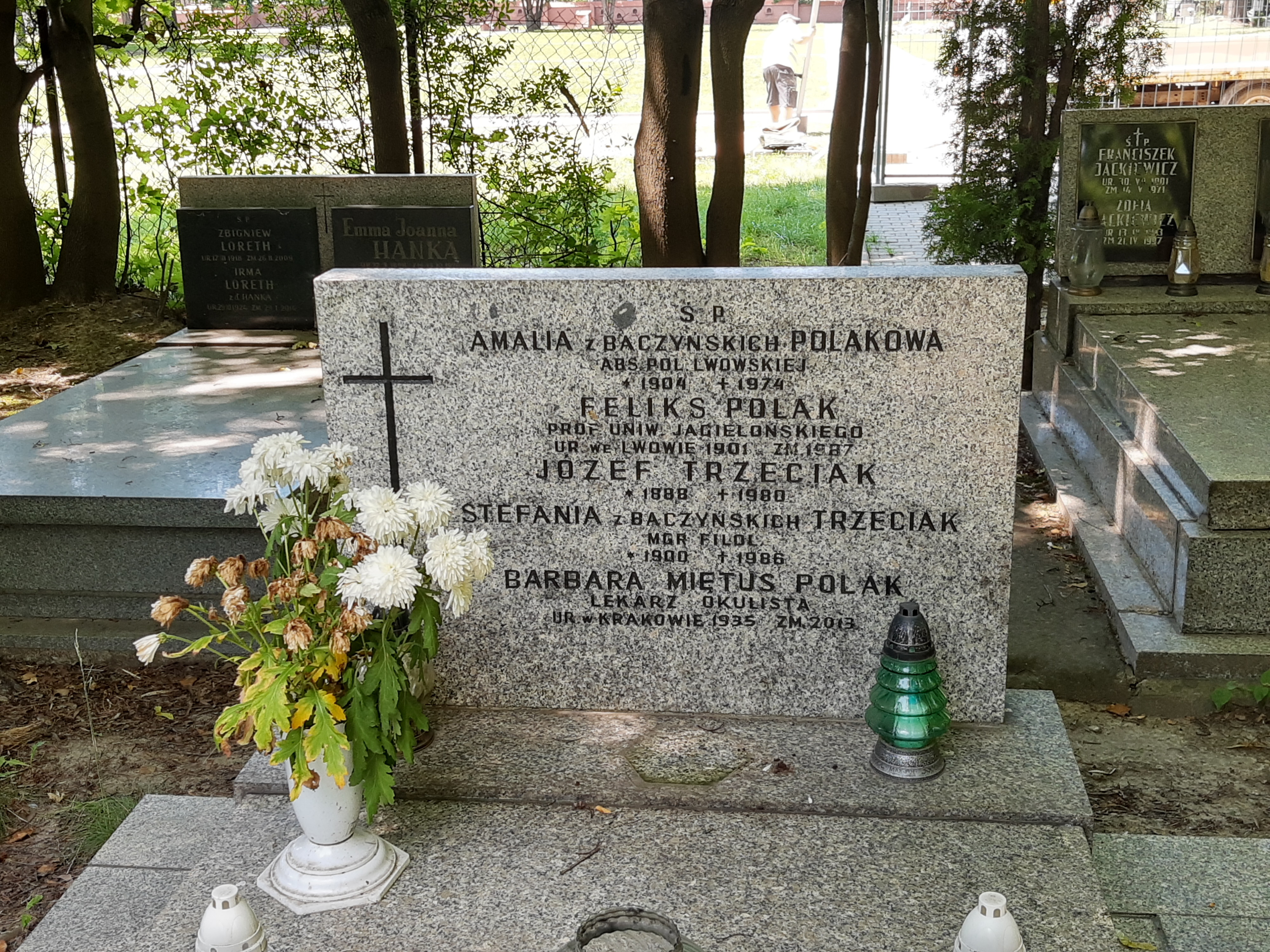
Grób prof. Feliksa Polaka na cmentarzu wojskowym przy ul. Prandoty w Krakowie

Jego żoną była Amalia z Baczyńskich (1904–1974), z którą miał syna Lucjana (1931–2021).
Zmarł w Krakowie, pochowany na cmentarzu wojskowym przy ul. Prandoty (kwatera Pas E-II-21).

## Ordery i odznaczenia
- Krzyż Kawalerski Orderu Odrodzenia Polski (28 września 1954)[9]
- Medal 10-lecia Polski Ludowej (15 stycznia 1955)[10]